# بریجت داولینگ

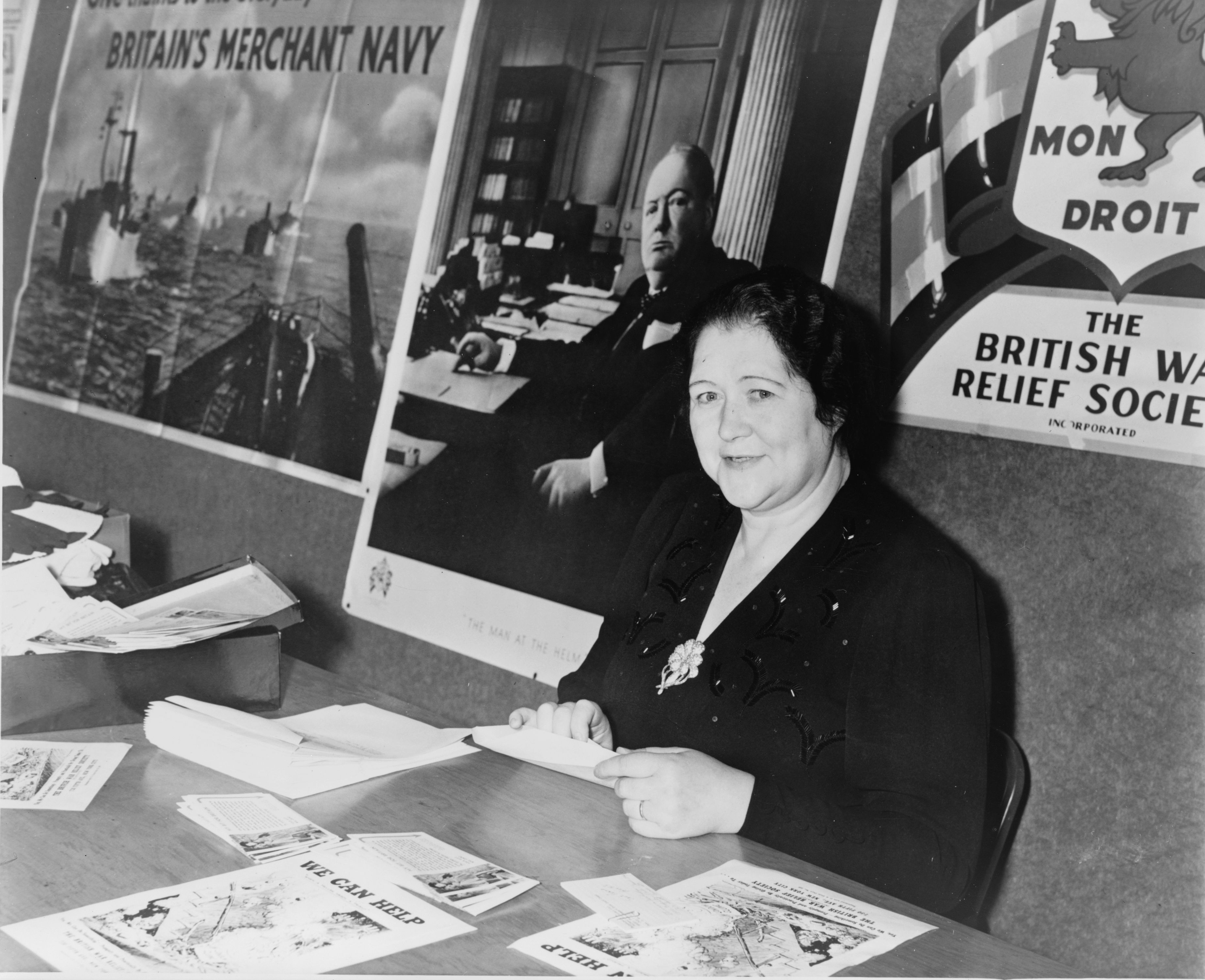
بریجت داولینگ هیتلر، در سال ۱۹۴۱.

بریجت الیزابت داولینگ هیتلر (۱۸۹۱ - ۱۹۶۹) زن برادر آدولف هیتلر و همسر آلویس هیتلر (پسر) بود. او در دوبلین، ایرلند به دنیا آمده بود و همانجا بزرگ شده بود.
در ۱۹۰۹، هنگامی که هفده ساله بود، به همراه پدرش، ویلیام داولینگ، در مسابقات اسبدوانی با آلویس هیتلر (پسر) ملاقات کرد.